# PlayOnline
PlayOnline é um serviço online de entretenimento criado pela Square Co. (actual Square Enix), e é usado como hub para todos os jogos online que a empresa edita para PC, PlayStation 2 e Xbox 360. Actualmente, jogos como Final Fantasy XI, Tetra Master e JongHoLo (exclusivo japonês são suportados pelo serviço. Jogos anteriormente suportados em PlayOnline foram Front Mission Online, Fantasy Earth: The Ring of Dominion, e as edições japonesas de EverQuest II e Dirge of Cerberus: Final Fantasy VII.